# Larry Killick
Lawrence Findley "Larry" Killick (Burlington, Vermont, 31 de mayo de 1922 - Rockledge, Florida, 31 de enero de 2013) fue un jugador de baloncesto estadounidense que jugó dos temporadas en la New York State Professional League.

## Trayectoria deportiva

### Universidad
Jugó un año con los Catamounts de la Universidad de Vermont, pero al año siguiente se alistó en el Cuerpo de Marines de los Estados Unidos y pasó un año antes de ir a combatir a la Segunda Guerra Mundial en el Dartmouth College. Tras regresar de la guerra, en 1946 se reincorporó a los Catamounts, donde jugó una última temporada, totalizando entre las dos que disputó 733 puntos en 53 partidos, un promedio de 13,8 por partido.

### Profesional
Fue elegido en la décima posición del Draft de la BAA de 1947 por los Baltimore Bullets, pero no llegó a jugar en la liga, hacéndolo durante dos años en los Glens Falls Commodores de la liga semiprofesional New York State Professional League, equipo del que era también propietario.